# Elisabeth van Lidth de Jeude-van Welij
Elisabeth van Lidth de Jeude-van Welij (Geldermalsen, 29 juni 1919 - Wijk bij Duurstede, 20 augustus 2005) was een Nederlands politicus. Zij was lid van de VVD.
Elisabeth van Welij was een dochter van notaris Justus van Welij (1886-1929) en diens tweede echtgenote Henrina Maria Anna Kuijk (1889-1974). Zij studeerde medicijnen aan de Universiteit van Utrecht maar kon haar studie niet afmaken door het uitbreken van de oorlog en haar verloving in 1942 met jhr. mr.  Willem Albert van Lidth de Jeude (1913-1999), advocaat en later gemeenteraadslid van Tiel, van wie zij in 1982 scheidde en met wie zij vijf kinderen kreeg.
Na het huwelijk woonde het gezin in Den Haag in het appartement van schrijfster Marie van Zeggelen en in 1949 verhuisden zij naar Tiel. Daar was Van Lidth de Jeude-van Welij zeer actief in het verenigingsleven en bekleedde vele bestuursfuncties. Zij werd voorzitter van de afdeling Tiel van de VVD en werd in de gemeenteraad gekozen (1978-1984). Ook daarna zette zij zich nog in voor gelijke rechten en de aanpak van allerlei maatschappelijke problemen, zoals de oprichting van Stichting Vrouwenhuis Noria in 1985 en de bouw van een wooncomplex voor mensen met een lichamelijke beperking in 1992.
Van Lidth de Jeude-van Welij overleed in 2005 doordat zij door een verkeerde manoeuvre met haar auto van de veerpont over de Lek tussen Rijswijk en Wijk bij Duurstede het water inreed en verdronk.